# Il re degli zingari (film 1978)
Il re degli zingari (King of the Gypsies) è un film del 1978, diretto dal regista Frank Pierson.

## Trama
Il vecchio re degli zingari, morendo, lascia il potere al nipote, che si è già segnalato per uno spirito più moderno. Suo padre, roso dall'invidia, gli dichiara guerra.